# Lefebvrea camerunensis
Espèce
Synonymes
- Lefebvrea camerunensis (Jacq.-Fél.) Cheek & I.Darbysh. (Jacq.-Fél.) Cheek & I.Darbysh. (préféré par UICN)[2]
- Peucedanum camerunensis Jacq.-Fél.[2]

Statut de conservation UICN

 EN B1+2c : En danger
Lefebvrea camerunensis est une espèce de plantes à fleurs dicotylédones de la famille des Apiaceae (ombellifères) endémique du Cameroun. Elle se rencontre dans les prairies des montagnes rocheuses jusqu’à 2 800 m d'altitude. Elle a été déclarée espèce en voie de disparition, menacée par les feux de brousses, mais aussi le pâturage et les animaux domestiques.